# 楽々園

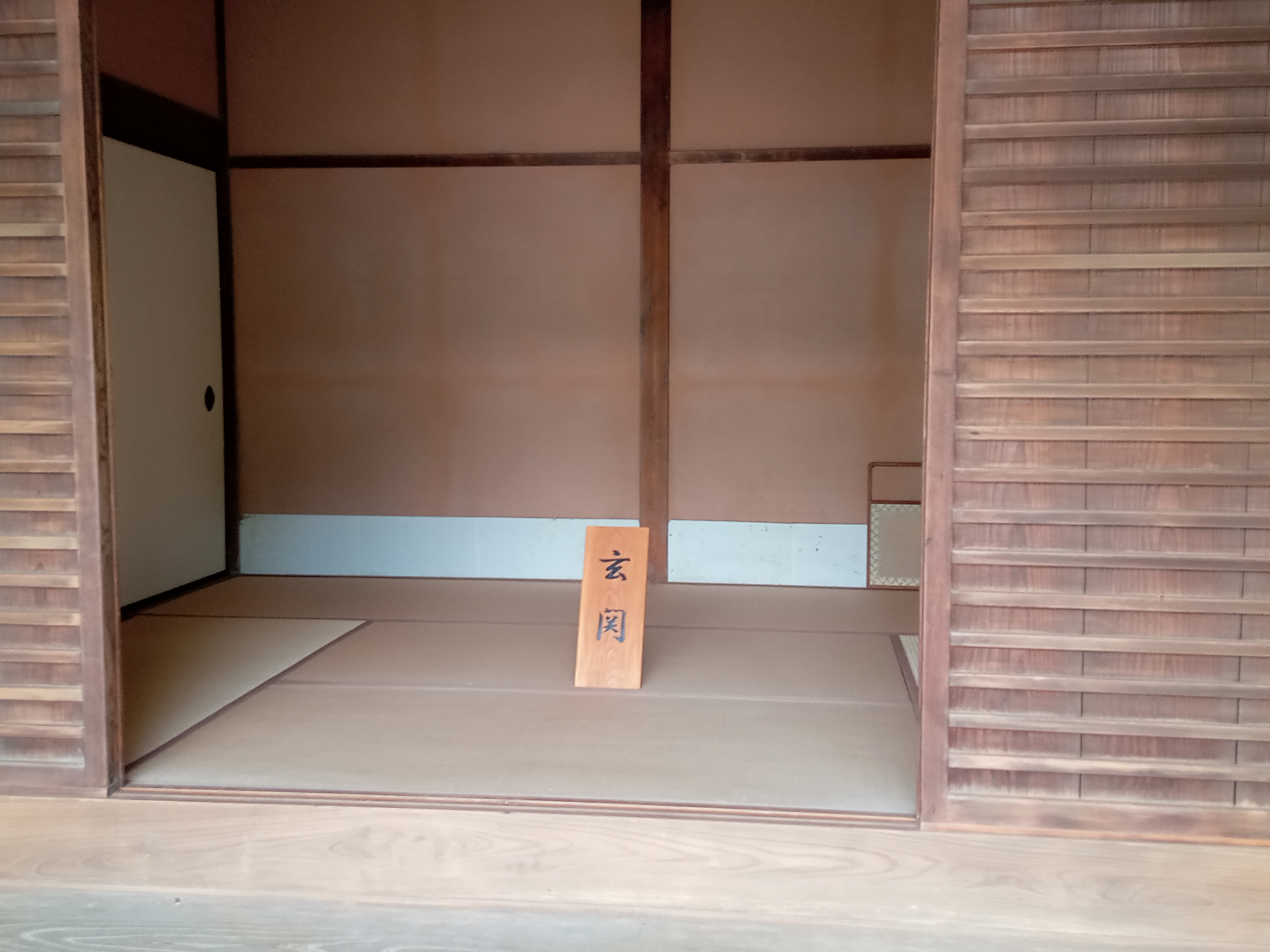
御書院の玄関

楽々園（らくらくえん）は、滋賀県彦根市にある歴史的建造物と庭園および遺構。
かつては、江戸時代初期 (1677年) に彦根藩4代藩主井伊直興によって造営が開始された井伊家の下屋敷であった。
「御書院」、「地震の間」、「楽々の間」、「雷の間」、「新東西の間」や「鳰の間」など江戸時代後期の数奇屋建築が現存する。
江戸時代は「槻御殿」あるいは「黒門外御屋敷」と呼ばれており、明治時代以降に「樂々の間」から「楽々園」と呼ばれるようになったとされる。
御書院から望む庭園は玄宮園の池泉を借景とする枯山水である。
戦前までは庭園と御書院の間に池が広がっていた。
敷地は国の特別史跡「彦根城跡」の区域に含まれる。また、隣接する大名庭園の玄宮園とともに「玄宮楽々園」として国の名勝に指定されている。

## 建造物詳細
- 地震の間 - 旧名「茶座敷」、数寄屋建築、耐震構造建築
- 楽々の間 - 数寄屋建築、12代藩主井伊直亮による築造

## 備考
- 名勝指定 - 1951年（昭和26年）6月9日
- 所在地 - 滋賀県彦根市金亀町3
- 文化12年10月29日（1815年11月29日）、井伊直弼が当屋敷で誕生した。

## 交通アクセス
- JR彦根駅 徒歩18分

## 周辺情報
- 玄宮園
- 埋木舎 （「彦根城跡」の一部として国の特別史跡に指定）
- 旧彦根藩松原下屋敷庭園（国の名勝）